# Byhalia
Byhalia és una població dels Estats Units a l'estat de Mississipi. Segons el cens del 2000 tenia 706 habitants.

## Demografia
Segons el cens del 2000, Byhalia tenia 706 habitants, 275 habitatges, i 188 famílies. La densitat de població era de 95,3 habitants per km².
Dels 275 habitatges en un 30,9% hi vivien nens de menys de 18 anys, en un 42,5% hi vivien parelles casades, en un 22,2% dones solteres, i en un 31,6% no eren unitats familiars. En el 27,6% dels habitatges hi vivien persones soles el 10,2% de les quals corresponia a persones de 65 anys o més que vivien soles. El nombre mitjà de persones vivint en cada habitatge era de 2,57 i el nombre mitjà de persones que vivien en cada família era de 3,13.
Per edats la població es repartia de la següent manera: un 26,5% tenia menys de 18 anys, un 10,8% entre 18 i 24, un 25,8% entre 25 i 44, un 22,2% de 45 a 60 i un 14,7% 65 anys o més.
L'edat mediana era de 36 anys. Per cada 100 dones de 18 o més anys hi havia 79 homes.
La renda mediana per habitatge era de 26.618 $ i la renda mediana per família de 35.313 $. Els homes tenien una renda mediana de 34.375 $ mentre que les dones 19.219 $. La renda per capita de la població era de 15.156 $. Entorn del 25% de les famílies i el 26,4% de la població estaven per davall del llindar de pobresa.

## Poblacions més properes
El següent diagrama mostra les poblacions més properes.